# Liu Fangzhou
Dit is een Chinese naam; de familienaam is Liu.
Liu Fangzhou (12 december 1995) is een tennisspeelster uit China. Zij speelt rechtshandig en heeft een tweehandige backhand. In 2014 stond zij voor het eerst in een WTA-finale, op het toernooi van Nanchang – zij verloor van haar landgenote Peng Shuai.

## Loopbaan

### Enkelspel
Liu debuteerde in 2011 op het ITF-toernooi van Yeong Wol (Zuid-Korea). Zij stond in 2012 voor het eerst in een finale, op het ITF-toernooi van Kofu (Japan) – zij verloor van de Japanse Hiroko Kuwata. In 2014 veroverde Liu haar eerste titel, op het ITF-toernooi van Bendigo (Australië), door de Japanse Risa Ozaki te verslaan. Tot op heden(november 2016) won zij twee ITF-titels, de andere in 2016 in Nanking (China).
In 2013 kwalificeerde Liu zich voor het eerst voor een WTA-hoofdtoernooi, op het toernooi van Suzhou. Zij bereikte er de tweede ronde. Zij stond in 2014 voor het eerst in een WTA-finale, op het toernooi van Nanchang – zij verloor van landgenote Peng Shuai.
Haar hoogste positie op de WTA-ranglijst is de 142e plaats, die zij bereikte in juli 2015.

### Dubbelspel
Liu is weinig actief in het dubbelspel. Zij debuteerde in 2012 op het ITF-toernooi van Huzhu (China) samen met landgenote Zhao Di. Zij stond in 2016 voor het eerst in een finale, op het ITF-toernooi van Brisbane (Australië), samen met de Israëlische Julia Glushko – zij verloren van het duo Naiktha Bains en Abigail Tere-Apisah.

## Posities op deWTA-ranglijst
Positie per einde seizoen:
| jaar | rang enkelspel | rang dubbelspel |
| ---- | -------------- | --------------- |
| 2012 | 598            | –               |
| 2013 | 301            | 1016            |
| 2014 | 242            | 1199            |
| 2015 | 167            | 1105            |
| 2016 | 153            | 692             |

## Palmares
| Legenda                 |
| ----------------------- |
| Grandslamtoernooi       |
| Olympische Spelen       |
| Year-End Championships  |
| Premier Mandatory       |
| Premier Five / WTA 1000 |
| Premier / WTA 500       |
| International / WTA 250 |
| Challenger / WTA 125    |

### WTA-finaleplaatsen enkelspel
| nr.              | finale     | toernooi     | ondergrond | tegenstandster | score         |         |
| ---------------- | ---------- | ------------ | ---------- | -------------- | ------------- | ------- |
| gewonnen finales |            |              |            |                |               |         |
| geen             |            |              |            |                |               |         |
| verloren finales |            |              |            |                |               |         |
| 1.               | 2014-07-27 | WTA Nanchang | hardcourt  | Peng Shuai     | 2-6, 6-3, 3-6 | details |

### WTA-finaleplaatsen dubbelspel
geen